# Verbotsgesetz 1947
Das Verbotsgesetz 1947, kurz VerbotsG, ist das derzeit gültige österreichisches Bundesverfassungsgesetz, mit dem die NSDAP verboten und die Entnazifizierung in Österreich gesetzlich geregelt wird. Ausgangspunkt war das Verfassungsgesetz vom 8. Mai 1945 über das Verbot der NSDAP (Verbotsgesetz), das von der provisorischen Staatsregierung Renner im bereits befreiten Wien beschlossen und am 6. Juni 1945 im Staatsgesetzblatt veröffentlicht wurde. Alle Nationalsozialisten – Angehörige der NSDAP, SA, SS, NSKK, NSFK – mussten sich registrieren lassen, die Listen waren öffentlich aufzulegen, vorgesehen waren für sie Entlassungen und Verfahren vor einem Volksgericht. Rechtsdogmatisch wichtig begründete Wilhelm Malaniuk 1945 die Zulässigkeit der Nichtanwendung des Rückwirkungsverbotes beim Verbotsgesetz: „Denn dabei handelt es sich um strafbare Handlungen, welche die Gesetze der Menschlichkeit so gröblich verletzen, dass solchen Rechtsbrechern kein Anspruch auf die Garantiefunktion des Tatbestandes zukommt.“
Im Zuge einer umfassenden Novelle des Jahres 1947 wurde das Gesetz in Verbotsgesetz 1947 umbenannt und inhaltlich abgemildert.
Das Verbotsgesetz verbietet unter anderem bei Strafe jede Betätigung im Sinne des Nationalsozialismus, die meist verkürzend als „Wiederbetätigung“ bezeichnet wird. Als politische Delikte fallen die Straftatbestände des Verbotsgesetzes in die ausdrückliche Zuständigkeit der Geschworenengerichte. Das Gesetz steht, anders als andere Normen des Nebenstrafrechts und auch anders als das Strafgesetzbuch selbst, in Verfassungsrang.
Mit der Verbotsgesetz-Novelle 2023 (in Kraft getreten am 1. Jänner 2024) erhielt das Gesetz die umfassendste Änderung seit 1947. In formeller Hinsicht erhielt das Gesetz selbst erstmals einen Langtitel (Bundesverfassungsgesetz über das Verbot der NSDAP) und jeder Paragraf eine Überschrift. Darüber hinaus wurde die Sprache in einigen Teilen modernisiert und die Straftatbestände allesamt ihrer Struktur nach dem typischen Schema des StGB angeglichen. Inhaltlich hervorzuheben sind vor allem die Senkung des Strafrahmens des praktisch äußerst relevanten § 3g Abs. 1 von ein bis zu zehn Jahren auf sechs Monate bis zu fünf Jahren Freiheitsstrafe. Diese Regelung ermöglicht nunmehr die Erledigung des Strafverfahrens durch Diversion. Darüber hinaus normiert der neu hinzugekommene § 3k nun einen Amtsverlust von Gesetzes wegen bei Verurteilungen nach dem Verbotsgesetz; auch eine Verfolgung im Ausland begangener Wiederbetätigungsdelikte wurde durch die Novelle ermöglicht.

## Inhalt
Mit dem Beschluss des Verbotsgesetzes wurden die NSDAP, ihre Wehrverbände sowie sämtliche Organisationen, die mit ihr zusammenhängen, offiziell aufgelöst und verboten. Ihr Eigentum fiel an die Republik Österreich. Eine Neugründung und die Wiederbetätigung für nationalsozialistische Ziele ist ebenfalls verboten. Auf gleiche Weise erloschen alle Mandate, die in dieser Zeit auf Vorschlag der NSDAP in irgendeiner Körperschaft oder Berufsvertretung erlangt wurden.

### Aufbau
Das Gesetz enthält 29 Paragraphen, die in sechs Artikel eingeteilt sind:
- Artikel I: Verbot der NSDAP (§§ 1–30)
- Artikel II: Registrierung der Nationalsozialisten (§§ 4–9)
- Artikel III: Strafrechtliche Sonderbestimmungen (§§ 10–16)
- Artikel IV: Bestimmungen über sühnepflichtige Personen (§§ 17–23)
- Artikel V: Volksgerichte (§§ 24–26) (aufgehoben)
- Artikel VI: Ausnahmebestimmungen (§§ 27–29)

### Nationalsozialistische Organisationen
Alle nationalsozialistischen Organisationen und Einrichtungen wurden verboten. Explizit werden folgende Organisationen genannt:
- die NSDAP
- die Wehrverbände der NSDAP:
  - die SS
  - die SA
  - das NSKK
  - das NSFK
- der NS-Soldatenring
- der NS-Offiziersbund

### Wiederbetätigungsdelikte
Zwecks Durchsetzung des Verbotes wurde auch die Betätigung im nationalsozialistischen Sinn verboten und unter gerichtliche Strafe gestellt. Diese Strafdelikte sind in den §§ 3a bis 3o geregelt und fallen in die ausdrückliche Zuständigkeit der Geschworenengerichte. Umgangssprachlich werden diese Strafdelikte auch einfach „Wiederbetätigung“ genannt, obwohl das Gesetz von „Betätigung im nationalsozialistischen Sinne“ spricht. Verboten wurde die öffentliche „Leugnung, Verharmlosung, Gutheißung und Rechtfertigung“ nationalsozialistischer Verbrechen.
Im § 3 des Verbotsgesetzes wird programmatisch verboten, sich für die NSDAP oder ihre Ziele irgendwie zu betätigen.

#### Nationalsozialistische Vereinigung (§ 3a)
§ 3a bedroht die Gründung oder aktive Unterstützung einer nationalsozialistischen Organisation mit 10 bis 20 Jahren Freiheitsstrafe. Bei besonderer Gefährlichkeit des Täters ist auch eine lebenslange Haftstrafe möglich.
Die verbotene Gründung erfasst die Wiederherstellung oder Aufrechterhaltung aufgelöster nationalsozialistischer Organisationen wie beispielsweise der NSDAP, SS oder SA, wie auch die Gründung einer neuen Organisation, deren Zweck ein nationalsozialistischer ist. Unter aktiver Unterstützung versteht das Verbotsgesetz das Anwerben von Mitgliedern, eine führende Tätigkeit in einer derartig umschriebenen Organisation sowie deren Unterstützung durch Bereitstellung, Herstellung und Verschaffen von Geldmitteln, Kampfmitteln und Infrastruktur.

#### Unterstützung und Teilnahme an einer nationalsozialistischen Vereinigung (§ 3b)
Als Auffangtatbestand dient der § 3b Verbotsgesetz, der die Teilnahme an und sonstige Unterstützung einer nationalsozialistischen Organisation unter Strafe stellt. Der Strafrahmen beträgt 5 bis 10 Jahre, bei besonderer Gefährlichkeit des Täters jedoch 20 Jahre Freiheitsstrafe.
Nach § 3c bleibt straffrei, wer sich selbst nach §§ 3a oder 3b anzeigt. Voraussetzung ist jedoch, dass die Behörden davon noch nicht erfahren haben, alles Wissen über die illegalen Organisationen bekanntgegeben wird und ein Schaden verhütet werden konnte.

#### Aufforderung zur nationalsozialistischen Wiederbetätigung (§ 3d)
Die öffentliche Aufforderung und Verleitung zu einer nach § 1 oder § 3 verbotenen Handlung und deren Verbreitung durch Druckwerke, Bilder und dergleichen ist im § 3d verboten und mit 5 bis 10 Jahren Freiheitsstrafe bedroht, bei besonderer Gefährlichkeit des Täters 10 bis 20 Jahre.

#### Schwere Straftaten als Mittel nationalsozialistischer Wiederbetätigung (§§ 3e, 3f)
Eine besondere Qualifikation stellen § 3e und § 3f dar, die die Verabredung und die Durchführung eines schweren Verbrechens (Mord, Raub, schwere Körperverletzung, Brandlegung) als Mittel der NS-Betätigung besonders unter Strafe stellen (10 bis 20 Jahre Haft bzw. bei besonderer Gefährlichkeit des Täters lebenslange Haft).

#### Nationalsozialistische Wiederbetätigung (§ 3g)
§ 3g bildet abermals einen Auffangtatbestand, der jede sonstige Form von NS-Betätigung erfassen soll, die nicht schon vom Verbotsgesetz in den §§ 3a bis 3f erfasst ist. Der Strafrahmen betrug bis zur Novelle 2023 1 bis 10 Jahre bzw. in schweren Fällen 20 Jahre Haft. Seit 1. Jänner 2024 beträgt er grundsätzlich 6 Monate bis 5 Jahre, allerdings erhöht sich dieser bei Begehung, sodass die Tat vielen Menschen zugänglich wird auf 1 bis 10 Jahre, und bei besonderer Gefährlichkeit des Täters auf 10 bis 20 Jahre.

#### Leugnung des nationalsozialistischen Völkermords (§ 3h)
Im Jahre 1992 wurde mit dem damals neuen § 3h die gröbliche Leugnung, Verharmlosung, Gutheißung und Rechtfertigung des „nationalsozialistischen Völkermordes oder anderer nationalsozialistischer Verbrechen gegen die Menschlichkeit“ verboten, wenn dies „in einem Druckwerk, im Rundfunk oder in einem anderen Medium oder […] sonst öffentlich auf eine Weise, daß es vielen Menschen zugänglich wird“, geschieht. Das Strafmaß dafür beträgt sechs Monate bis 5 Jahre Freiheitsstrafe, bei besonderer Gefährlichkeit 10 bis 20 Jahre. Damit wurde unter anderem Holocaustleugnung explizit verboten.
Mit der Novelle 2023 entfiel im reformierten § 3h die Voraussetzung der gröbliche[n] Verharmlosung.

#### Unterlassung der Verhinderung (§ 3i)
Eine Besonderheit im österreichischen Strafrecht bildet § 3i, da er eine Pflicht zur Anzeige bei den Behörden von Verbrechen im Sinne des Verbotsgesetzes normiert. Für die Strafbarkeit muss jedoch die Anzeige vorsätzlich unterlassen werden und die betreffende Person glaubhafte Kenntnis von dem Verbrechen haben. Der Strafrahmen beträgt 1 bis 10 Jahre Freiheitsstrafe.

#### Amts- und Funktionsverlust (§ 3k)
Der mit der Novelle 2023 neu geschaffene § 3k normiert für Beamte und öffentlich Bedienstete einen Amts- bzw. Funktionsverlust bei einer Verurteilung nach dem Verbotsgesetz. Dieser tritt von Gesetzes wegen ein.

### Entnazifizierung
Alle auf Artikel I folgenden Teile regeln die Entnazifizierung in Österreich. Diese Bestimmungen sind aber aufgrund einer Amnestie seit 1957 außer Kraft gesetzt und deshalb nicht mehr anzuwenden.
Das Verbotsgesetz sah für Personen, die zwischen 1933 und 1945 ihren ordentlichen Wohnsitz in Österreich hatten und Mitglied der NSDAP oder einer ihrer Organisationen, wie SS oder SA waren, eine Registrierungspflicht vor. Diese Personen mussten Sühnebeiträge zahlen und Arbeit (meist beim Wiederaufbau) leisten. Registrierungspflichtige Personen waren von öffentlich-rechtlichen oder sonstigen Dienstverhältnissen zum Bund, zu den Ländern (zu der Stadt Wien), zu den Gemeinden, zu sonstigen öffentlich-rechtlichen Körperschaften ausgeschlossen. Für sie galten ebenso Berufsverbote für die Privatwirtschaft (leitender Posten in der Wirtschaft, Prokurator, Unternehmensführung, Rechtsanwalt, Notar etc.). Außerdem waren sie bei der Nationalratswahl 1945 von der Wahl ausgeschlossen.

## Anwendbarkeit
In einem Erkenntnis vom 29. November 1985 stellte der Verfassungsgerichtshof fest, dass das Verbotsgesetz nicht nur für Strafverfahren gilt, sondern auch von jedem Gericht und jeder Verwaltungsbehörde innerhalb der jeweiligen Zuständigkeiten zu berücksichtigen und zu vollstrecken ist. Folglich gelten alle Rechtshandlungen, die mittelbar oder unmittelbar auf die Wiederbelebung nationalsozialistischen Gedankengutes abzielen, als nichtig.
Der Oberste Gerichtshof entwickelte nach der Verschärfung des Verbotsgesetzes durch die Verbotsgesetznovelle 1992 ein Beweisthemenverbot:

„Der Bundesverfassungsgesetzgeber […] hat ex lege klargestellt, daß der nationalsozialistische Völkermord und die anderen nationalsozialistischen Verbrechen gegen die Menschlichkeit im Strafverfahren keiner weiteren beweismäßigen Erörterung bedürfen, woraus folgt, daß dieses Beweisthema einer Beweisführung entrückt ist. […] eine Beweisaufnahme über diese Tatsachen kommt mithin nicht in Betracht.“

## Verwandte Verwaltungsstrafbestimmungen
Neben dem Verbotsgesetz finden sich auch noch in anderen Gesetzen Bestimmungen, die Handlungen mit NS-Bezug unter Strafe stellen:

### Uniform-Verbotsgesetz
Im Uniform-Verbotsgesetz, wird festgelegt, dass das Tragen von Uniformen der deutschen Wehrmacht verboten ist und eine Übertretung dieser Bestimmung mit einer Geldstrafe von bis zu 10.000 Euro oder mit Freiheitsstrafe von bis zu einem Monat bestraft wird. Bis zur Verbotsgesetz-Novelle 2023 waren diese Strafen dem gerichtlichen Strafrecht zugeordnet.

### EGVG
Im Artikel III Abs. 1 Z 4 Einführungsgesetz zu den Verwaltungsverfahrensgesetzen 2008 wird bestimmt, dass die (sonstige) Verbreitung von nationalsozialistischem Gedankengut im Sinne des Verbotsgesetzes als Verwaltungsübertretung strafbar ist. Die Strafhöhe liegt hier bei maximal 2180 Euro.

### Abzeichengesetz
Das Abzeichengesetz 1960 verbietet das Tragen von gewissen Abzeichen, Uniformen oder Uniformteilen einer in Österreich verbotenen Organisation, worunter NS-Organisationen zu verstehen sind.

## Kontroversen um das Verbotsgesetz

### Meinungsfreiheit
Das Verbotsgesetz sieht in Bezug auf die Verbreitung nationalsozialistischen Gedankengutes weitreichende verfassungsrechtliche Einschränkungen der freien Meinungsäußerung vor und steht in einem Spannungsverhältnis zum Artikel 10 der Europäischen Menschenrechtskonvention über die Freiheit der Meinungsäußerung. Das Verbotsgesetz 1947 stellt einen Gesetzesvorbehalt der Meinungsfreiheit dar, der jedoch durch den Artikel 10 Abs. 2 EMRK ermöglicht wird. Die Meinungsfreiheit kann demnach Einschränkungen unterworfen werden, die in einer demokratischen Gesellschaft zur Aufrechterhaltung der Ordnung, zum Schutz des guten Rufes oder der Rechte der von Meinungsäußerungen Betroffenen geboten sind. Auch in anderen Ländern ist die Billigung von Straftaten oder Volksverhetzung strafbewehrt.
Der Europäische Gerichtshof für Menschenrechte hat Beschwerden gegen Urteile aufgrund des Verbotsgesetzes stets abgewiesen, wenn die Beschwerde mit dem Argument einer unzulässigen Einschränkung der Meinungsfreiheit im Sinne des Artikels 10 der Europäischen Menschenrechtskonvention (EMRK) begründet ist. In diesem Zusammenhang beruft sich der Europäische Gerichtshof für Menschenrechte auf Artikel 17 EMRK, wonach der Missbrauch der in der Konvention festgelegten Rechte und Freiheiten durch Feinde einer freien und demokratischen Ordnung verboten ist. Der Gerichtshof urteilte:

“(Das Verbotsgesetz) can be justified as being necessary in a democratic society in the interests of national security and territorial integrity as well as for the prevention of crime.”

In einem Gastkommentar in der Wiener Zeitung vom 17. Jänner 2007 schrieb der Rechtsanwalt Herbert Schaller, der regelmäßig Rechtsextremisten und Geschichtsrevisionisten vor Strafgerichten vertritt, dass man „sachliche Meinungsäußerungen zwar bekämpfen, aber nicht strafrechtlich verbieten“ dürfe. Er kritisiert weiters den § 3g Verbotsgesetz als „inhaltlich völlig unbestimmt“ und wirft dem Obersten Gerichtshof vor, sich mit der Bestätigung des Schuldspruchs gegen David Irving im September 2006 „politisch erwünscht verhalten“ zu haben. Diese Veröffentlichung veranlasste das Dokumentationsarchiv des österreichischen Widerstandes zu Kritik am damaligen Chefredakteur der Wiener Zeitung Andreas Unterberger.
Im Zuge der Verurteilung von David Irving war die Diskussion um das Verbotsgesetz erneut aufgeflammt: Bekannte österreichische Journalisten wie Michael Fleischhacker und Christian Ortner und der Soziologe Christian Fleck traten offen für die Abschaffung ein und begründeten das unter anderem mit der Einschränkung der Meinungsfreiheit, der fehlenden präventiven Wirkung und der Möglichkeit, dies in einschlägigen Kreisen als „politische Gesinnungsjustiz“ auszulegen.
Der Jurist Milosz Matuschek sieht darin einen falsch verstandenen Liberalismus und sieht die Berufung auf die Meinungsfreiheit in diesem Zusammenhang als ihren Missbrauch, da Debatten über die Existenz des Holocausts Scheindebatten seien, mittels derer letztlich rechtsradikale Propaganda verbreitet werde. Der Rechtsanwalt Alfred Noll trat Fleischhacker, Ortner und Fleck publizistisch entgegen, was eine längere mediale Debatte auslöste.
Der jüdische Publizist Henryk M. Broder ist gegen das Verbotsgesetz, da es „Idioten dazu verhilft, sich als Märtyrer im Kampf um die historische Wahrheit zu inszenieren“.

### Strafmaß
Auch manche Befürworter des Verbotsgesetzes kritisierten den Strafrahmen als im Verhältnis zu anderen Delikten zu hoch. Beispielsweise plädiert der Jurist Richard Soyer, Sprecher der Vereinigung der Strafverteidiger, für eine Senkung der Höchststrafe von zehn auf drei Jahre.

### Zuständigkeit
Die wissenschaftliche Leiterin des DÖW bis 2014, Brigitte Bailer-Galanda, vertrat 2006 die Meinung, dass anstatt der Geschworenengerichte schon in erster Instanz nur Berufsrichter über Straftaten nach dem Verbotsgesetz entscheiden sollten, da die Geschworenen oft Antisemitismus oder NS-Verbrechen nicht als solche erkennen würden. Deshalb sei es für die Staatsanwaltschaft oft schwierig, im Rahmen eines Geschworenenverfahrens eine Verurteilung zu erreichen.

### Amnestie
Aber auch Gegner des Nationalsozialismus kritisieren das Gesetz und insbesondere die Überarbeitung von 1947 und die „Nationalsozialistenamnestie“ von 1957. So zeigt Maria Wirth 2010 anhand mehrerer Beispiele auf, dass die Umstellung vom objektiven Kriterium des Datums der NSDAP-Mitgliedschaft hin zum subjektiv eingeschätzten Ausmaß der Aktivitäten für den Nationalsozialismus vielen Überzeugungstätern die Rückkehr in den öffentlichen Dienst ermöglichte und somit „das Ende der Entnazifizierung“ bereits zwei Jahre nach Kriegsende einleitete. Zeitgenössische Kritik kam durch die Repräsentanten der alliierten Siegermächte, die die Gesetzesänderung zunächst verzögerten. 1952 scheiterte die generelle Nationalsozialistenamnestie sogar nach ihrer offiziellen Verabschiedung durch den Nationalrat am zu diesem Zeitpunkt noch verankerten Vetorecht der Siegermächte. Doch bereits 1957 hatte die Opferthese die Debatte gewonnen und die Aufarbeitung individueller Verantwortung durch Generalamnestie beendet. Ein gutes Jahrzehnt später führte es zu wenig Staunen und kaum Protest, im Kabinett Bruno Kreiskys insgesamt sechs frühere NSDAP-, Schutzstaffel- und Sturmabteilungs-Angehörige zu finden.

## Statistik
Die auf Artikel 1 folgenden Artikel, die die Entnazifizierung betreffen, vor allem die Registrierungspflicht und die Bestimmungen über die Sühnefolgen wurden durch die NS-Amnestie 1957 außer Kraft gesetzt. Der Artikel 1 mit den §§ 1 bis 3j betreffend die Wiederbetätigung bildet jedoch heute immer noch Grundlage für strafrechtliche Verhandlungen und Verurteilungen.
Die §§ 3 bis 3j wurden im Laufe der Zeit mehrfach novelliert. 1950 wurde die Todesstrafe durch lebenslangen schweren Kerker ersetzt, 1965 bzw. 1968 wurden die Verjährungsfristen verlängert. Die letzte Novelle stammt aus dem Jahr 1992; damals wurden die Mindeststrafen reduziert und der oben beschriebene § 3h eingefügt.
In den Jahren 1999 bis 2005 ergingen insgesamt 191 Schuldsprüche gemäß den Bestimmungen des Verbotsgesetzes. Der bekannteste Fall jüngeren Datums ist die rechtskräftige Verurteilung des Holocaustleugners David Irving 2006.
Im Jahr 2017 gab es 93 Verurteilungen wegen Wiederbetätigung nach dem Verbotsgesetz. 2016 waren es 82, 2015 noch 74 und 2014 nur 51 Verurteilungen.

## Geplante Novelle
Die Bundesregierung Kurz II hat in ihrem Regierungsprogramm für die Jahre 2020 bis 2024 unter der Überschrift Kampf gegen den Antisemitismus eine Überarbeitung des Verbotsgesetzes in Aussicht gestellt. Dies vor allem unter dem Aspekt der inländischen Gerichtsbarkeit, insbesondere in Hinblick auf die Äußerungsdelikte der §§ 3g und 3f aber auch auf das Schließen von etwaigen Gesetzeslücken wie beispielsweise eine Teilleugnung. Weiters soll geprüft werden, ob hinkünftig auch NS-Devotionalien ohne Vorliegen eines gerichtlich strafbaren Tatbestandes beschlagnahmt werden können. Das bezugnehmende Abzeichengesetz sieht nach den Plänen der Regierung ebenfalls einer Evaluierung entgegen.
Im November 2022 hatten ÖVP und Grüne den Entwurf einer Novelle angekündigt, und Anfang Juni 2023 fertiggestellt und in Begutachtung geschickt. Darin ist vorgesehen, dass künftig jede rechtskräftige Verurteilung nach dem Verbotsgesetz für Beamte und Vertragsbedienstete zum Amtsverlust führen soll. Außerdem ist eine Strafbarkeit für gewisse im Ausland begangene Handlungen vorgesehen, die (auch über das Internet) in Österreich wahrnehmbar sind oder von Österreichern begangen wurden. Am 19. Juli 2023 endete die Begutachtungsfrist.